# الی کوهانیم
الی کوهانیم (انگلیسی: Ellie Cohanim؛ نام در زمان تولد: الهام کوهانیم، زادهٔ ۱۰ دسامبر ۱۹۷۲) خبرنگار و سیاست‌مدار آمریکایی است. او در دولت دونالد ترامپ به عنوان نماینده ویژه برای تحت نظر قرار دادن و مبارزه با یهودستیزی در وزارت امور خارجه آمریکا مشغول به خدمت بود.

## زندگی‌نامه
قبل از شروع به کار در وزارت امور خارجه آمریکا او در شبکه خبر یهودی و در دانشگاه یشیوا در نیویورک مشغول به کار بود.
کوهانیم دارای مدرک تحصیلی کارشناسی در رشته علوم سیاسی از کالج بارنارد در دانشگاه کلمبیا است. او دارای تحصیلات ارشد در زمینه امور بین‌الملل در دانشگاه عبری اورشلیم در اسرائیل است.
وی در یک خانواده یهودی در تهران به دنیا آمد که در زمان انقلاب اسلامی از ایران مهاجرت کرده و به ایالات متحده پناهنده شدند.

## دیدگاه‌ها
کوهانیم از منتقدان سرسخت دولت جمهوری اسلامی ایران است و آن را یک دولت یهودستیز افراطی می‌نامد. او همچنین معترض به حمایت ایران از حوثی‌های یمن است که معتقد است حقوق یهودیان و بهاییان را نقض می‌کنند. او همچنین منتقد حزب‌الله لبنان و فعالیت‌های ایران در آمریکای جنوبی است.
در زمان فراگیر شدن بیماری کروناویروس ۲۰۱۹ کوهانیم از دولت‌های ایران، ترکیه و تشکیلات خودگردان فلسطین به خاطر تئوری توطئه دست داشتن یهودیان در پخش شدن این بیماری انتقاد کرد و آن را تهمت خون جدید دانست.
کوهانیم یکی از افرادی بود که توسط دولت دونالد ترامپ به عنوان نماینده در ۷۵ امین سالگرد آزادسازی کمپ آشویتز در لهستان شرکت داشت.